# Kim Weon-kee
Kim Weon-kee   (Comtat de Hampyeong, 6 de gener de 1962 - Wonju, 27 de juliol de 2017) fou un lluitador sud-coreà, especialista en lluita grecoromana, que va competir durant la dècada de 1980.
El 1984 va prendre part en els Jocs Olímpics d'Estiu de Los Angeles, on guanyà la medalla d'or en la competició del pes ploma del programa de lluita grecoromana.
Es retirà el 1986 i el 1987 es graduà a la Universitat Nacional de Chonnam amb un màster en fisiologia de l'exercici. Morí d'un atac de cor als 55 anys.